# Ma Mère l'Oye
Ma mère l'oye /ma mɛʁ lwa/ (in italiano Mamma oca) è una suite di Maurice Ravel, originalmente composta per pianoforte a quattro mani e successivamente ampliata e trascritta per orchestra. La versione pianistica, pubblicata nel 1910, è composta di cinque pezzi, ispirati ai racconti di Charles Perrault, di Madame d'Aulnoy e Madame Leprince de Beaumont, libri di fiabe per l'infanzia (di qui il sottotitolo Cinq pièces enfantines).
L'opera porta nella classificazione realizzata dal musicologo Marcel Marnat il numero M60 che non corrisponde però a una numerazione d'opus voluta da Ravel. 

## Descrizione
- Pavane de la belle au bois dormant (Pavana della Bella addormentata nel bosco): è una danza lenta in tempo di 4/4, basata su una semplice melodia dal tono misterioso.
- Petit poucet (Pollicino): è un brano moderato, che utilizza una lunga successione di accordi di terza per evocare l'immagine di una camminata solitaria nel bosco.
- Laideronnette, impératrice des pagodes (Laideronnette, imperatrice delle pagode): è una marcia veloce che alterna una sezione vivace, sviluppata nei registri acuti, a una sezione più lenta e riflessiva, nei registri gravi, secondo lo schema A-B-A. L'utilizzo dell'armonia quartale e della scala pentatonica le donano una sonorità tipicamente "orientaleggiante".
- Les entretiens de la Belle et la Bête (Le conversazioni della Bella e la Bestia): è il brano strutturalmente più complesso della raccolta, nel quale la raffinatezza della scrittura armonica riesce a trasmettere la sensazione di una delicata serenità e al tempo stesso di una sottile inquietudine.
- Le jardin féerique (Il giardino fatato): è un brano moderato, che esordisce come un corale sommesso e si sviluppa in crescendo fino allo sfolgorante finale, caratterizzato da ampi glissati nei registri alti.

Solo i primi due pezzi derivano direttamente dalla raccolta di fiabe Ma mère l'oye di Charles Perrault, mentre gli altri discendono da altre fonti (Madame d'Aulnoy per Laideronnette e Jeanne-Marie Leprince de Beaumont per La Bella e la Bestia; rimane dubbia l'ispirazione del Giardino fatato). Questa versione fu scritta per i figli di Ida e Cipa Godebski (ai quali Ravel aveva in precedenza dedicato la propria Sonatine), Mimie e Jean, di sei e sette anni rispettivamente. Contrariamente alle speranze dell'autore, non fu possibile affidare la prima esecuzione pubblica ai due bambini, che furono perciò sostituiti da Jeanne Leleu e Geneviève Durony.
Nei suoi appunti autobiografici, il compositore afferma: «Il proposito di evocare in questi pezzi la poesia dell'infanzia mi portò naturalmente a semplificare il mio stile e a raffinare i miei mezzi espressivi». Rispetto ad altre opere di Ravel, la suite è in effetti piuttosto semplice dal punto di vista tecnico, ma possiede lo stesso rigore formale e la stessa profondità di ispirazione delle opere più complesse. In questo può essere avvicinata a Children's Corner di Claude Debussy.
La versione orchestrale, datata 28 gennaio 1912, presenta due nuovi pezzi introduttivi, Prélude (Preludio) e Danse du rouet et scène (Danza del filatoio e scena), seguiti da un diverso arrangiamento dei brani già esistenti (nell'ordine, Pavane de la Belle au bois dormant, Les Entretiens de la Belle et la Bête, Petit poucet, Laideronnette, impératrice des pagodes e infine Le Jardin féerique). In seguito l'autore realizzò una versione per balletto nel 1912.
Esiste anche una trascrizione dell'opera per pianoforte a due mani, realizzata nel 1910 da Jacques Charlot, amico di Ravel.

## Organico della versione orchestrale
Sia la versione per orchestra della suite, sia il balletto che ne viene tratto, sono scritti per:
- fiati: due flauti (2° anche ottavino), due oboi (2° anche corno inglese), due clarinetti in Si bemolle e La, due fagotti (2° anche controfagotto), due corni cromatici in Fa;
- due timpani e percussioni: triangolo, piatti, grancassa, tam-tam, xilofono, campanelli;
- celesta, arpa e archi (contrabbassi a cinque corde ad libitum)